# Villaluenga del Rosario
Villaluenga del Rosario (Provinz Cádiz) ist eine Gemeinde in Andalusien (Spanien), die 870 m ü. d. M. mitten im Naturpark „Sierra de Grazalema“ liegt. Damit ist sie die am höchsten gelegene Ortschaft der Provinz Cádiz. Der Ort liegt 80 km von Jerez de la Frontera und 118 km nordöstlich von der Provinzhauptstadt Cádiz entfernt. Der Ort ist ein beliebtes Ausflugsziel für Wanderer.

## Sehenswürdigkeiten
- Iglesia San Miguel (eine Kirche aus dem 16. Jahrhundert mit barocker Taufkapelle)
- Stierkampfarena (mit der Besonderheit, dass sie nicht wie üblich rund, sondern viereckig angelegt ist)
- Iglesia de El Salvador (1772 erbaut, unter napoleonischer Besatzung ausgebrannt und heute als Friedhof genutzt)
- Sima del Republicano (eine etwa 220 m tiefe Erdspalte in einem abflusslosen Hochtal)

## Weblinks

Villaluenga del Rosario im Naturpark „Sierra de Grazalema“ (Provinz Cádiz)

## Nachweise
1. ↑  Instituto Nacional de Estadística Municipal Register of Spain